# Baden (Svájc)
Baden város Svájcban, Aargau kantonban. Lakosainak száma 19 122 fő (2016. december 31.). Baden Fislisbach, Birmenstorf, Gebenstorf, Turgi, Obersiggenthal, Ennetbaden, Wettingen és Neuenhof községekkel határos.

## Fekvése
Svájc északi részén, az Limmat folyó jobb partján, Zürichtől 21 kilométerrel északnyugatra található.

## Története
A település 1230 körül kezdett városi jelleget ölteni, miután piaci jogokat kapott
1297-ben I. Albert városi jogokat adott Badennek.
Ágnes magyar királyné 1349-ben adományozta egy szegényházat  (Agnessspital, a mostani kórház).
1415-ben az Az Ósvájci Konföderáció elfoglalta Aargau városait és várait.
A reformáció 1519 után érte el a Baden grófságot. A második kappeli háború után Baden környékén több plébániát újrakatolizáltak.
1714. szeptember 7. aláírtak a városban a spanyol örökösödési háborút lezáró badeni békeszerződést.
A Helvét Köztársaságban a város volt a Baden kanton székhelye.
1847. augusztus 7-től Baden volt az első télyes svájci vasútvonal végállomása Zürich irányából.
A kastélyhegy alatt épült meg az első vasúti alagút Svájcban. 1856. szeptember 29-én a vonalat meghosszabbították Bruggig.

## Közigazgatás

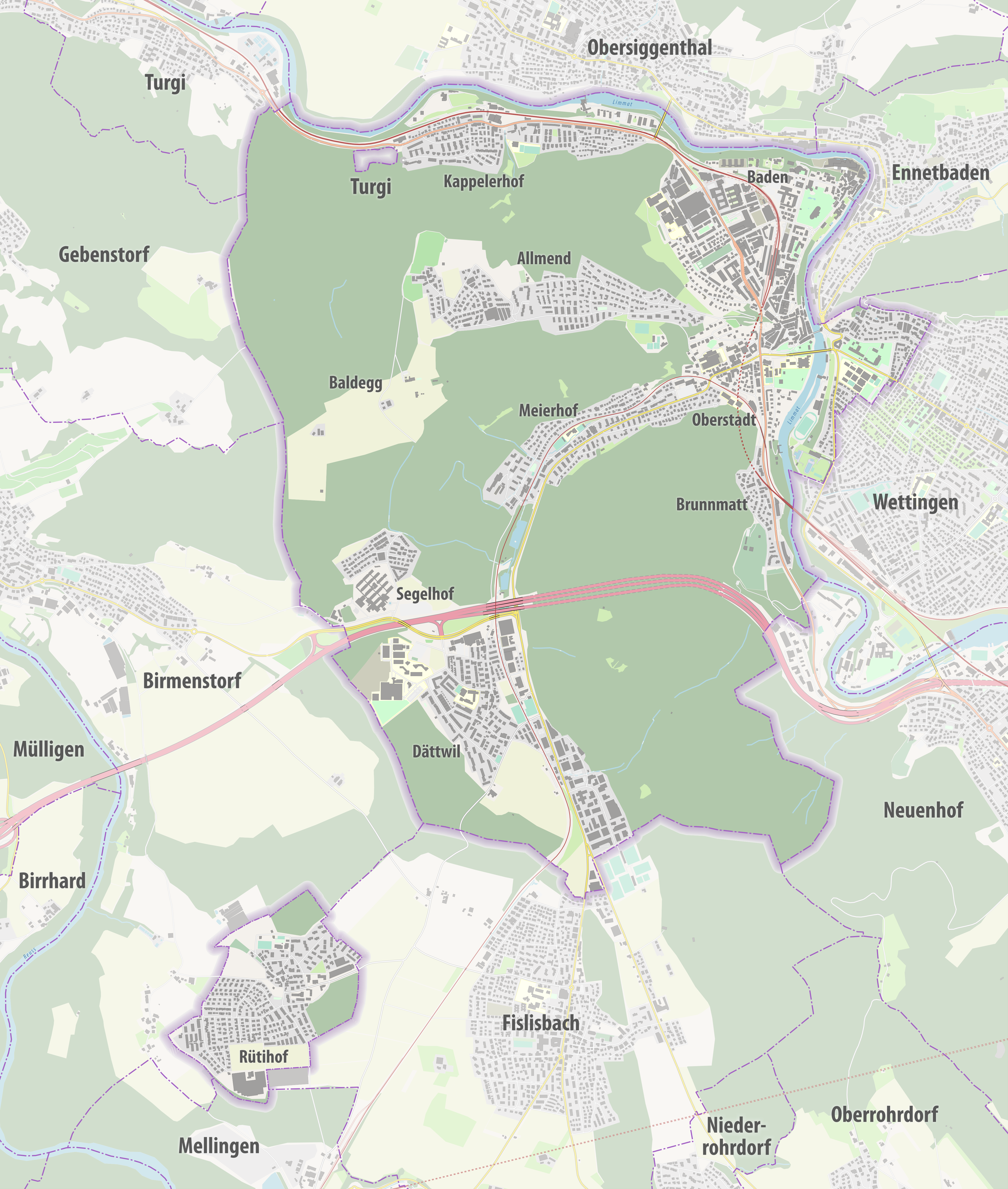
Baden

Tíz városrész (Quatier) létezik:
- Allmend-Münzlishausen
- Altstadt
- Chrüzliberg
- Dättwil
- Kappelerhof
- Limmat  rechts
- Martinsberg
- Meierhof
- Römer
- Rütihof

## Gazdaság
Baden, egykor Aargau ipari központja, a 20. század végi szerkezetváltás óta a szolgáltatási szektor által formált.

## Közlekedés

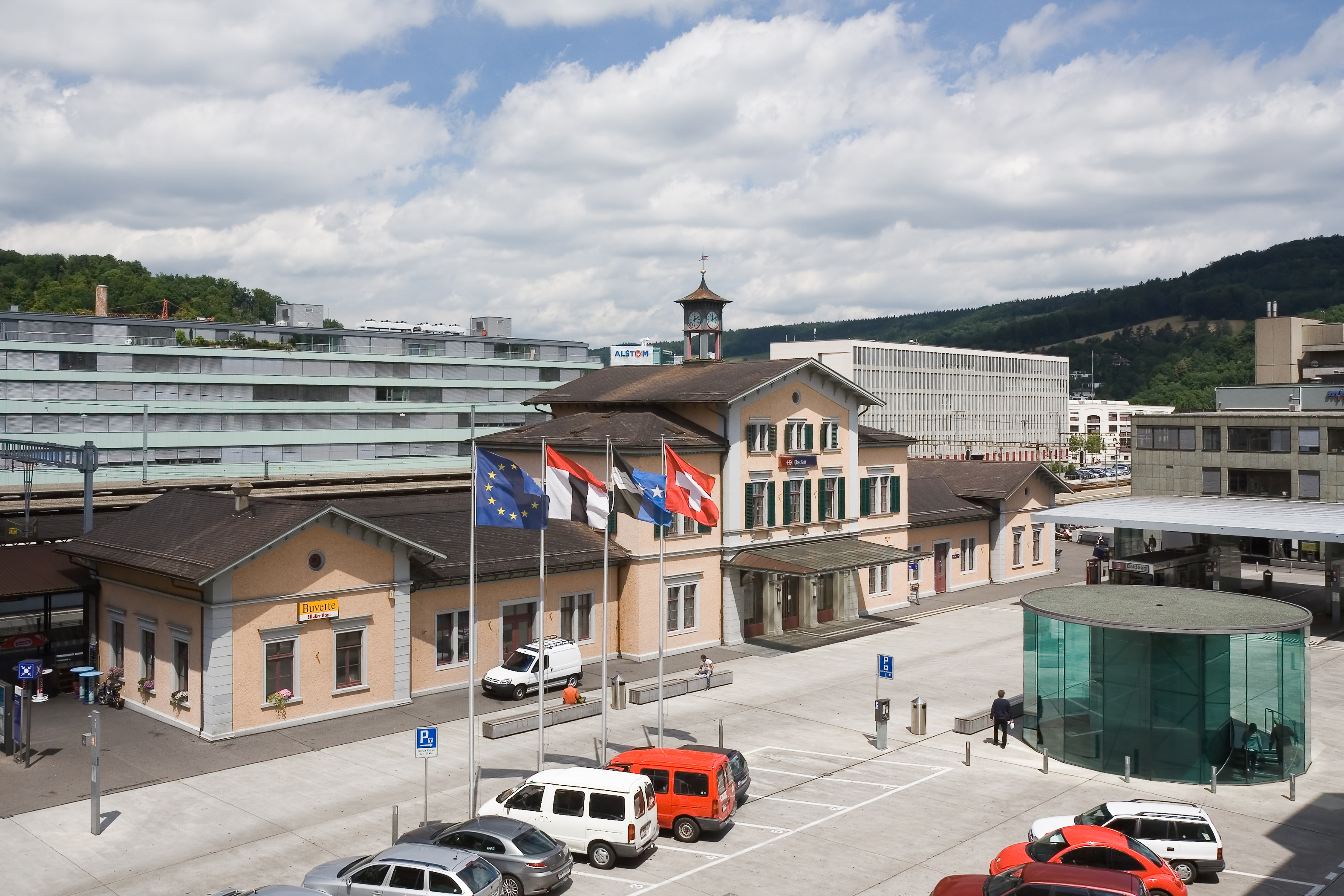
Az állomás

Baden vasútállomása a Svájci Szövetségi Vasutak Zürich–Brugg-vasútvonal (Bözberg vonalán) található.

## Látnivalók
- Az óváros

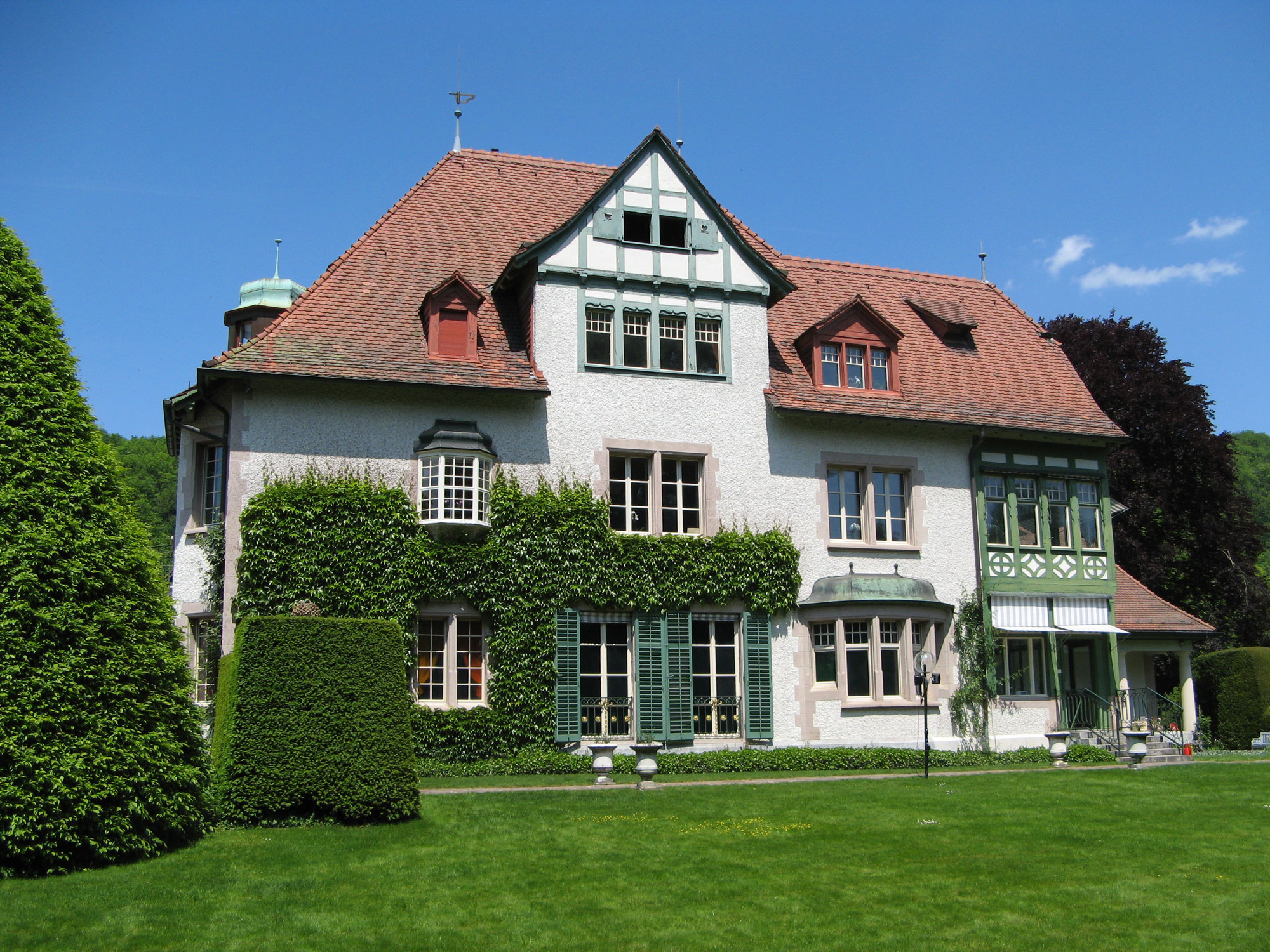
Museum Langmatt
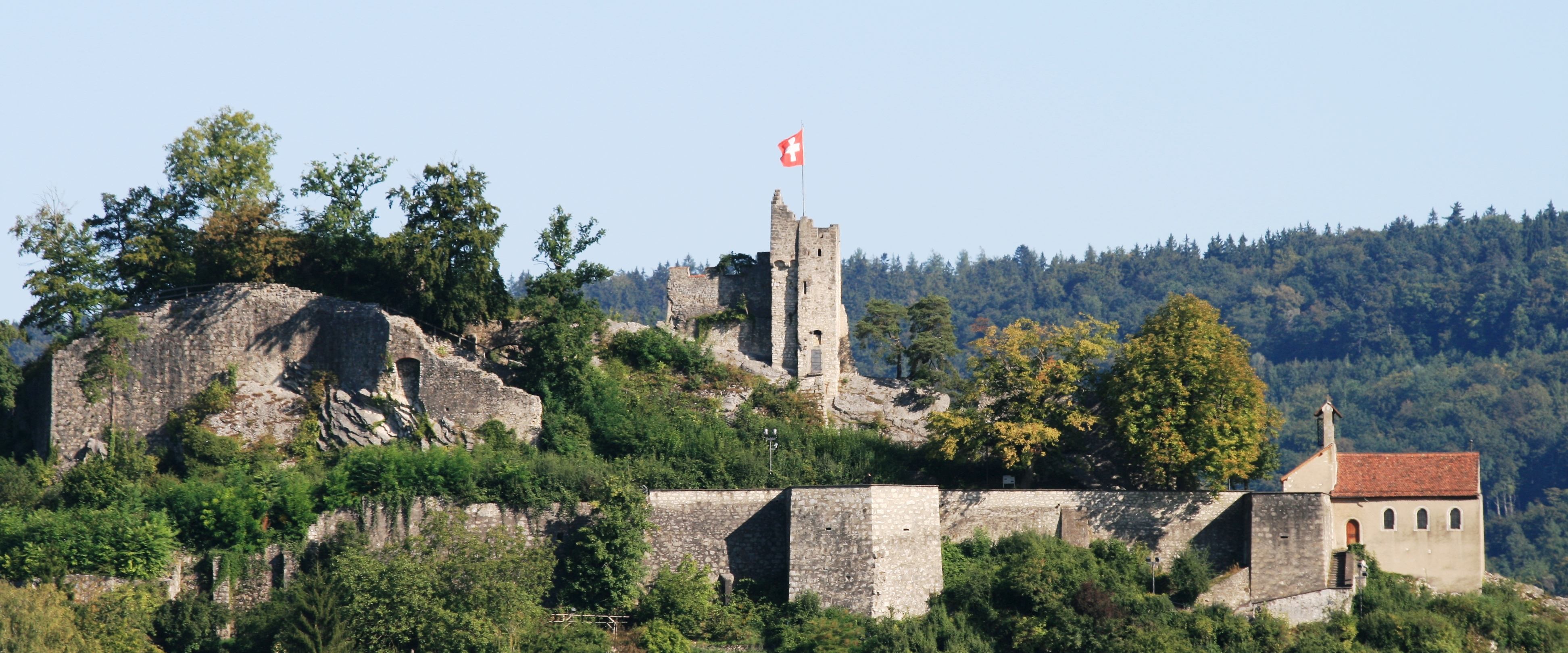
Stein-erőd romjai
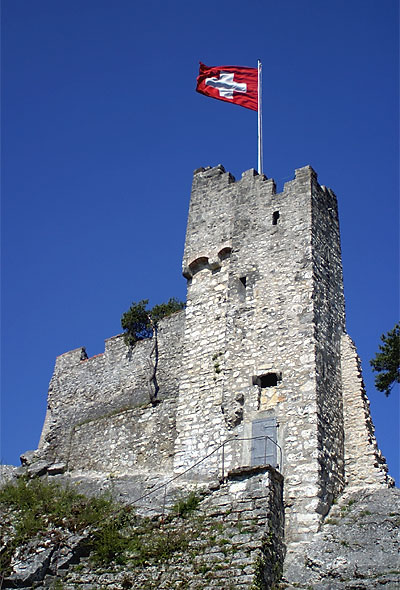
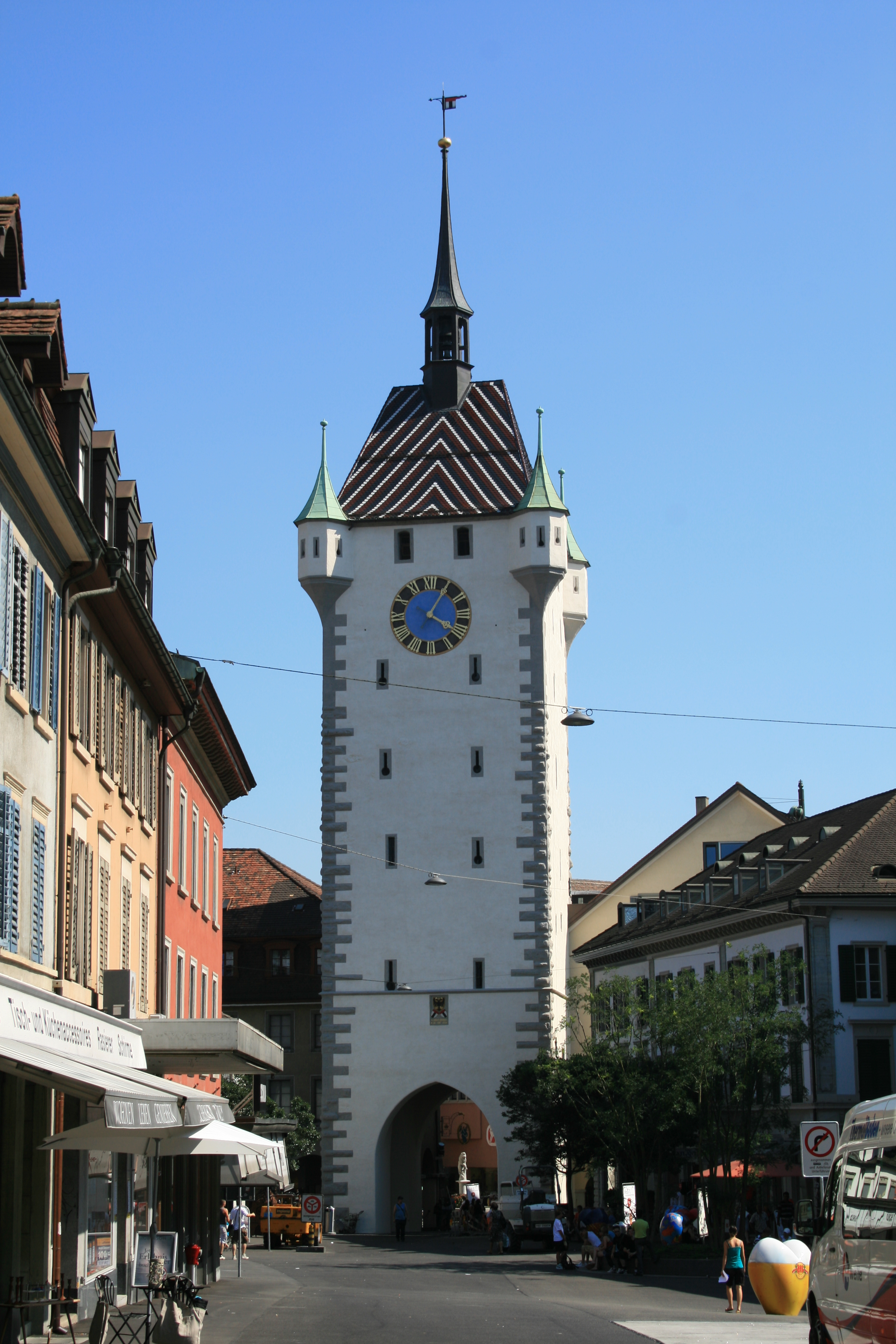
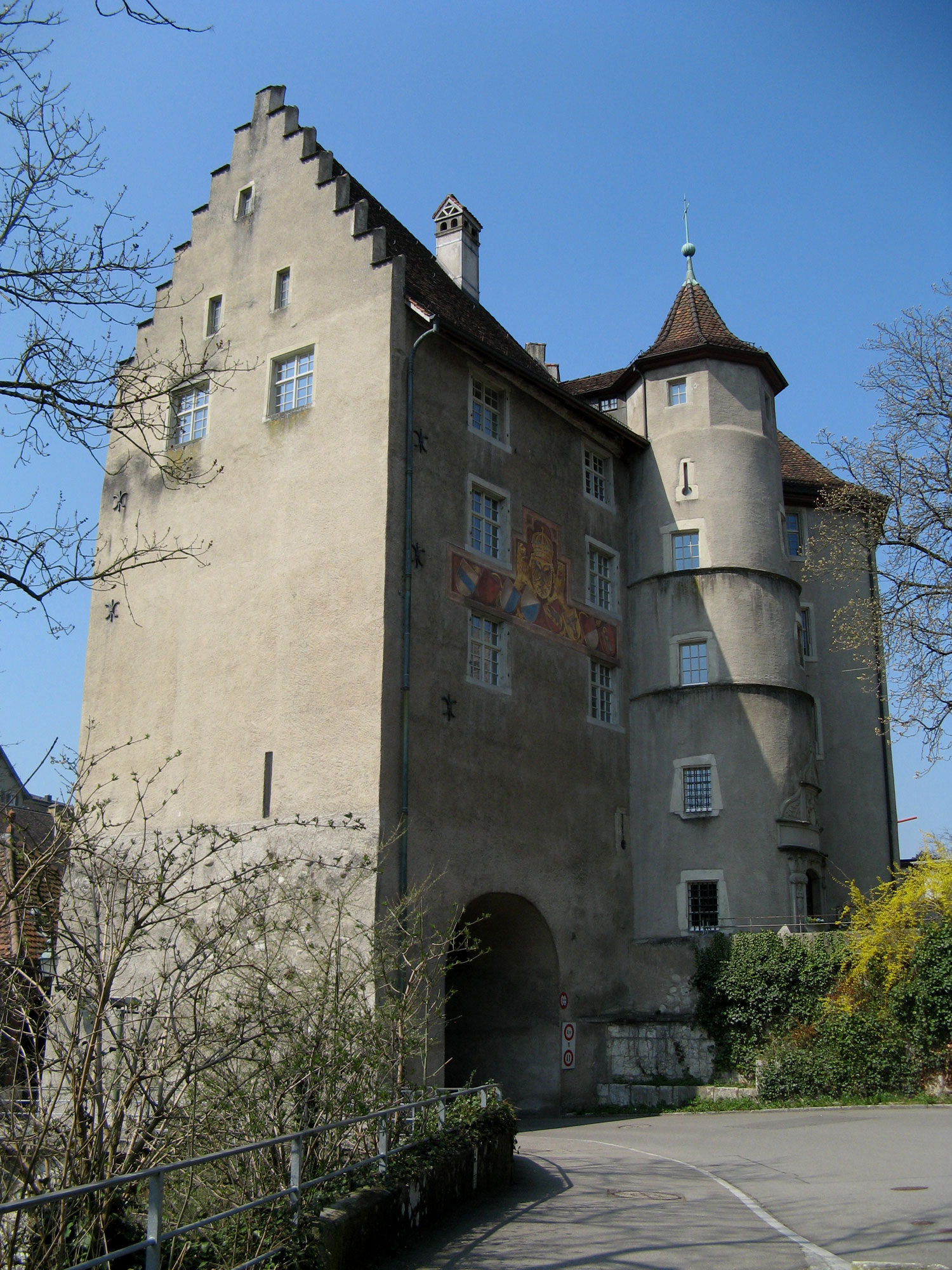
A kastély
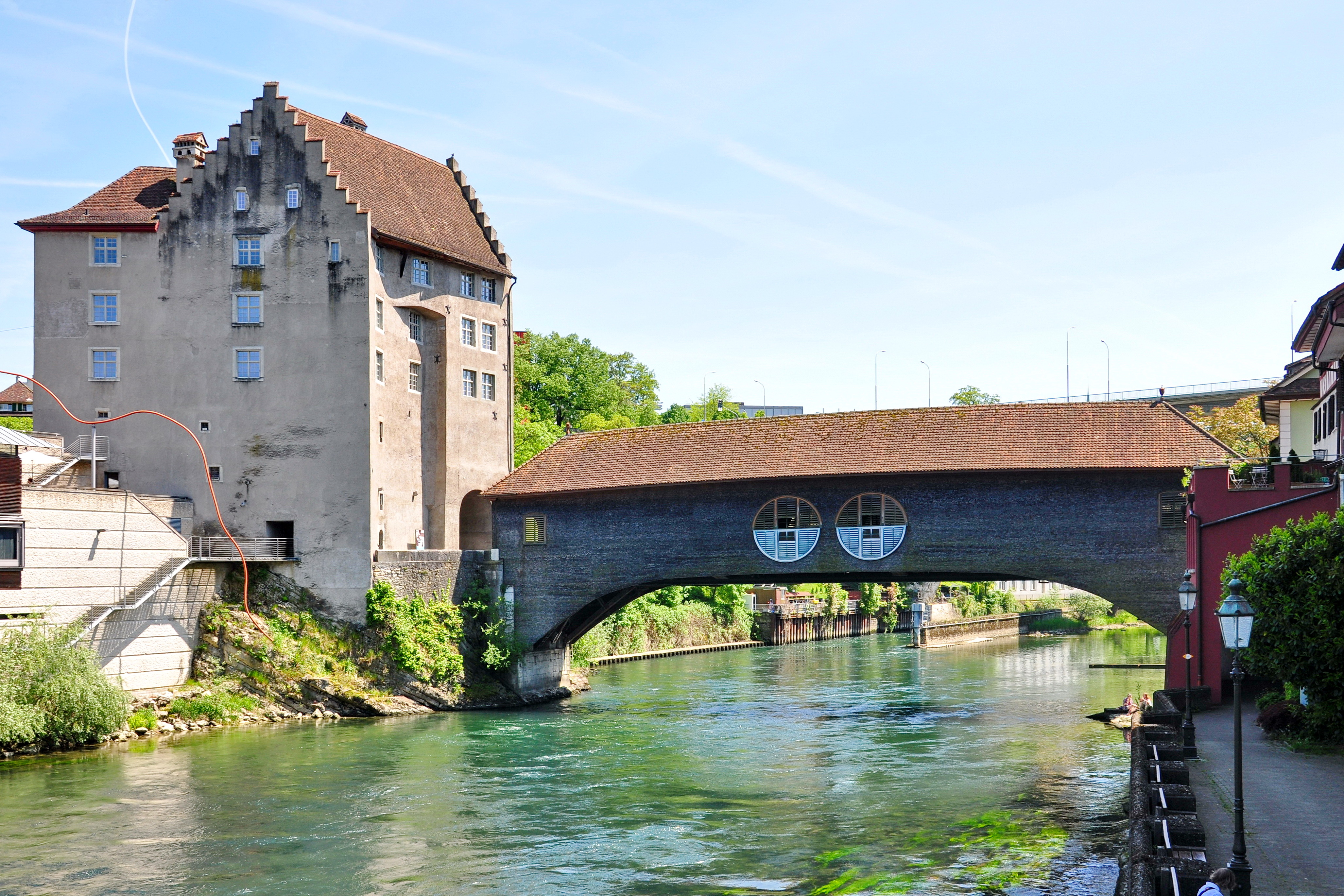
A kastély a fahíddal
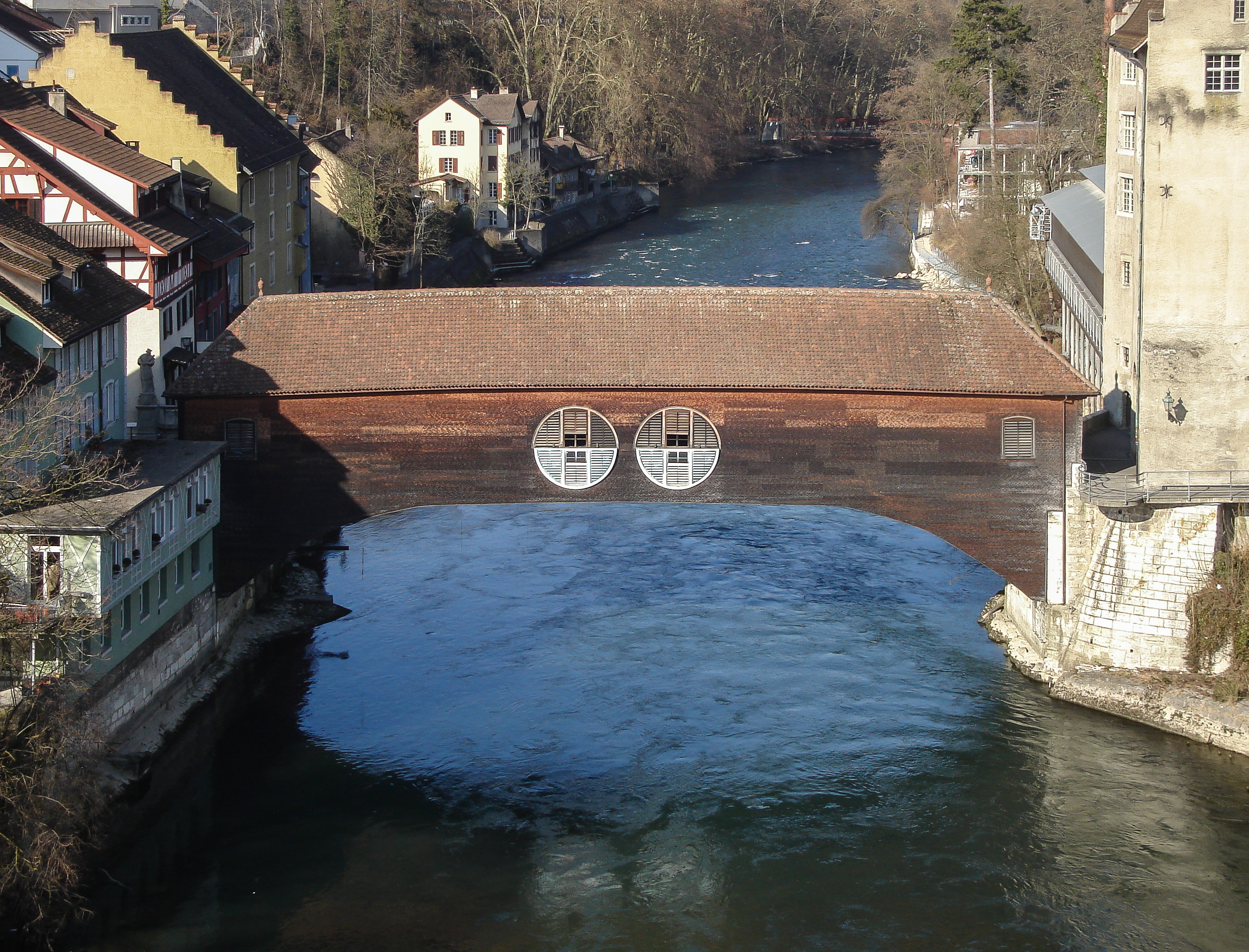
A fahíddal
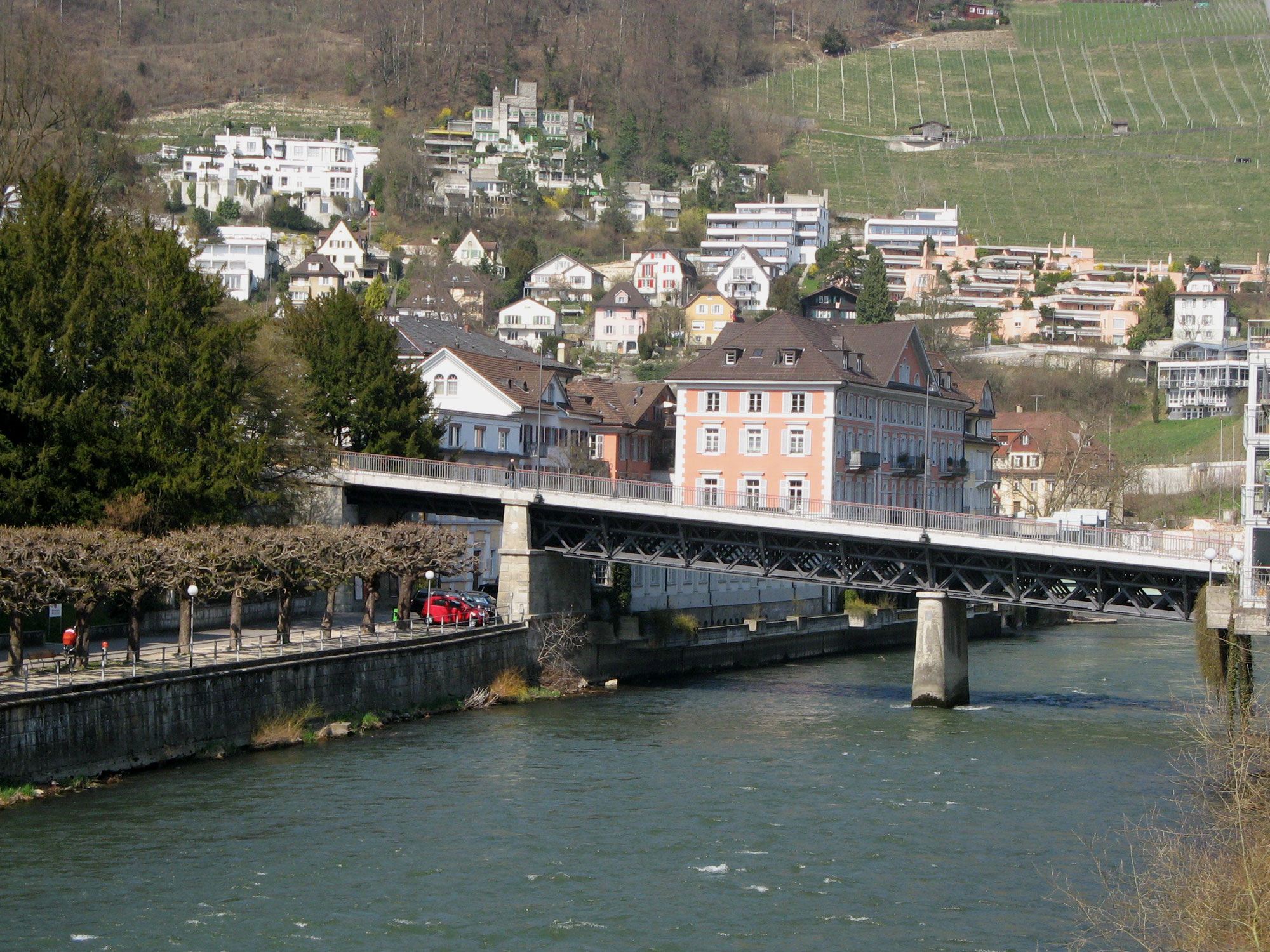
A ferde híd
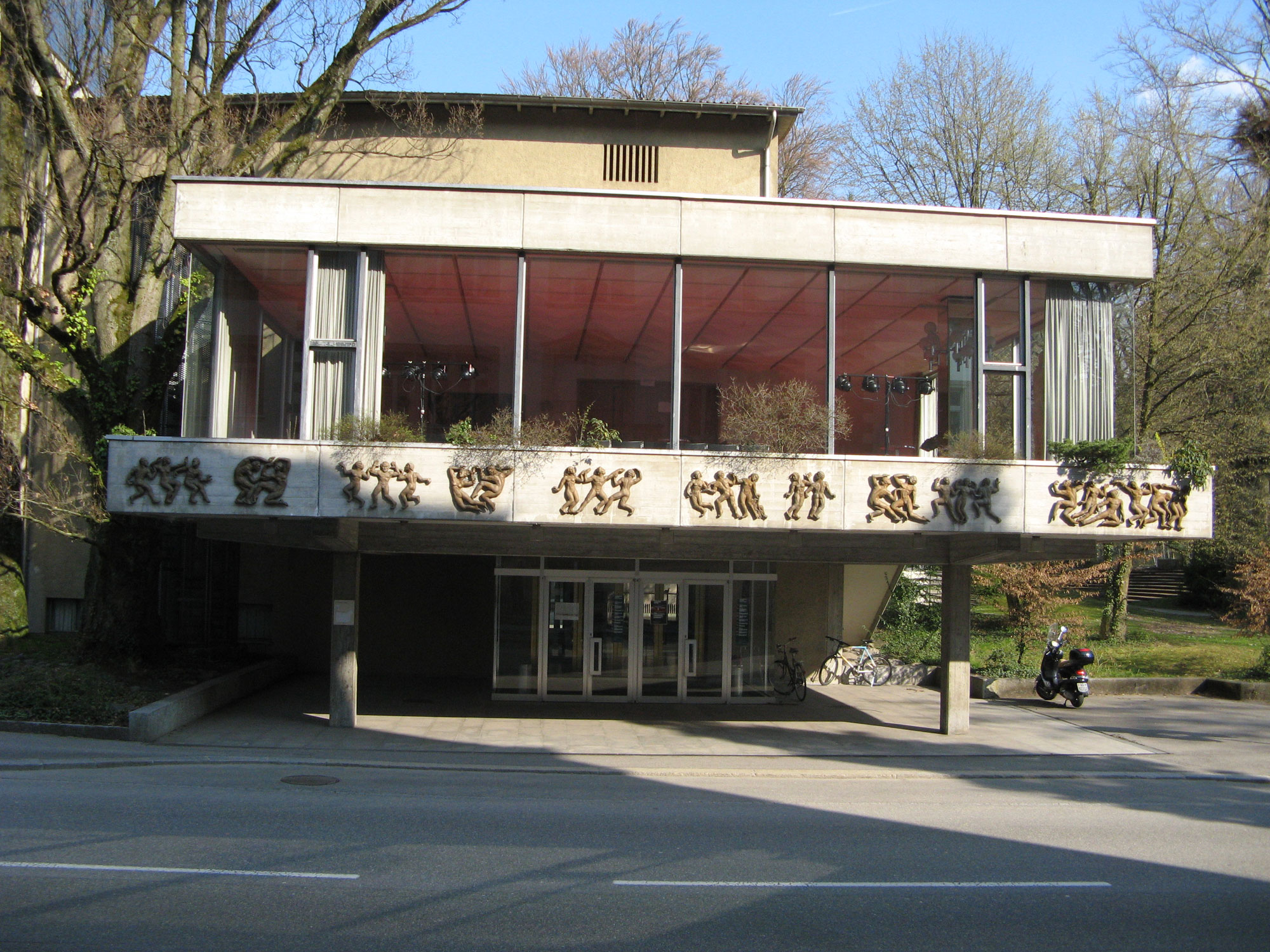
A színház (Kurtheater)
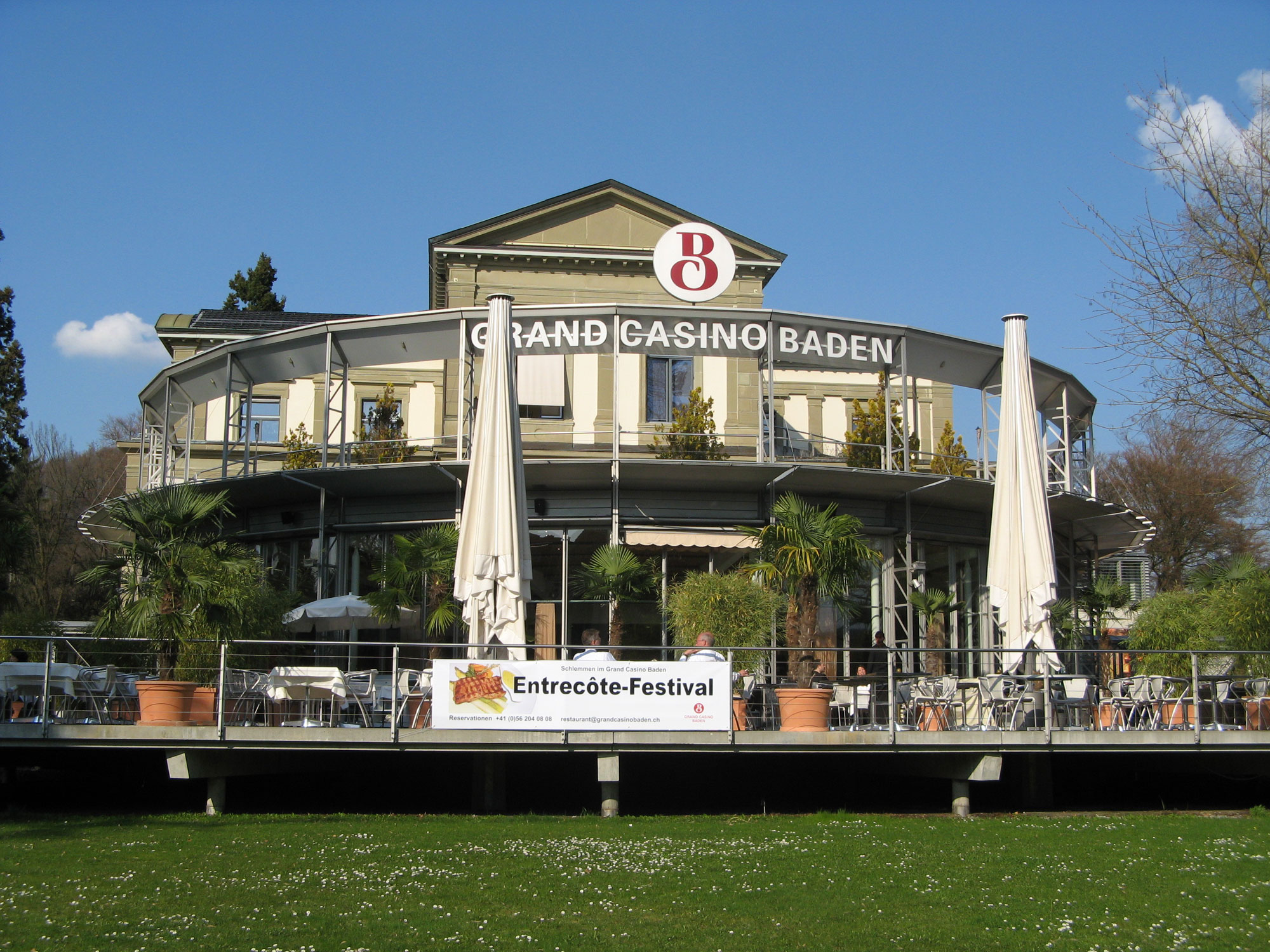
Kursaal
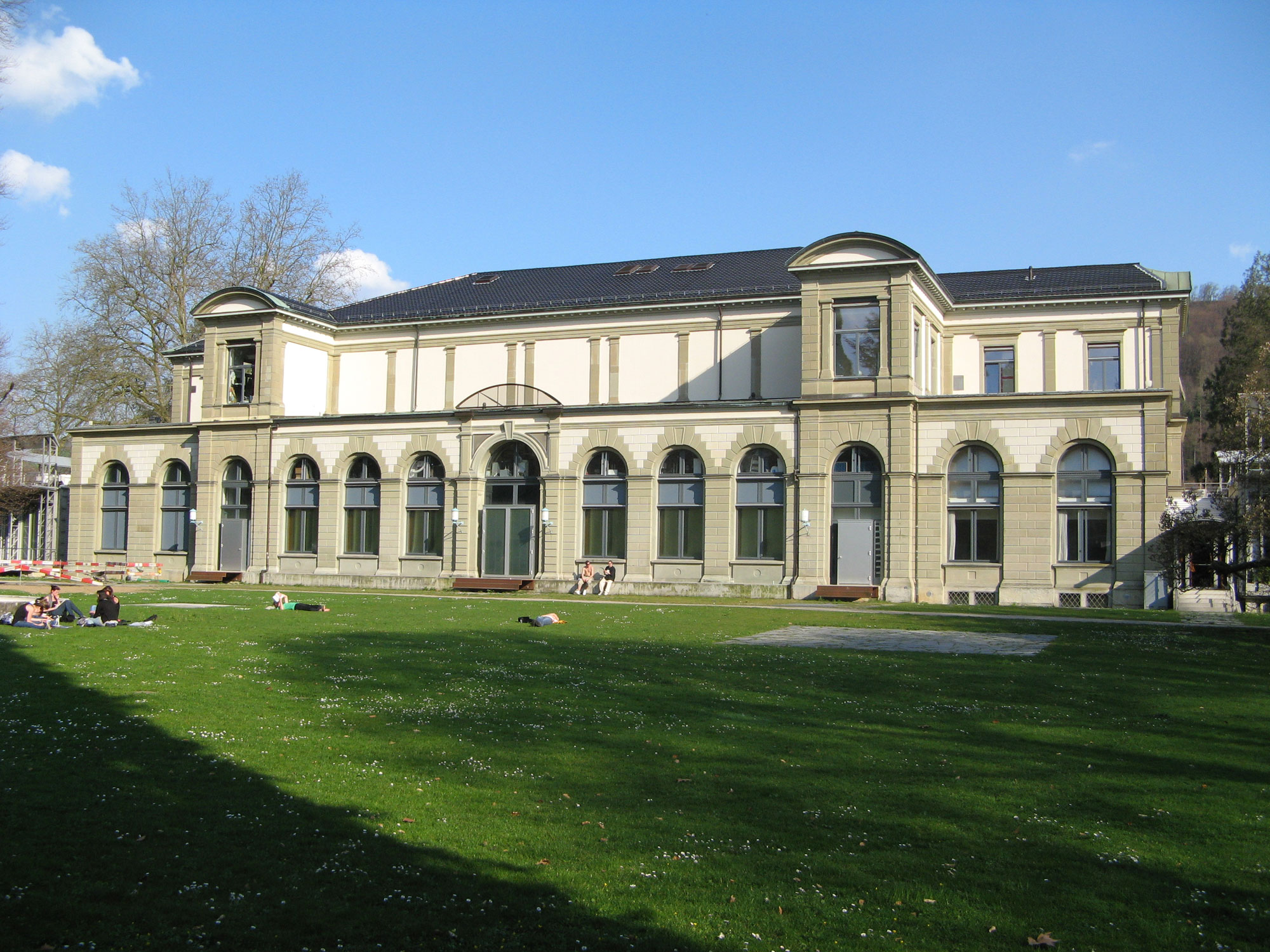
Kursaal
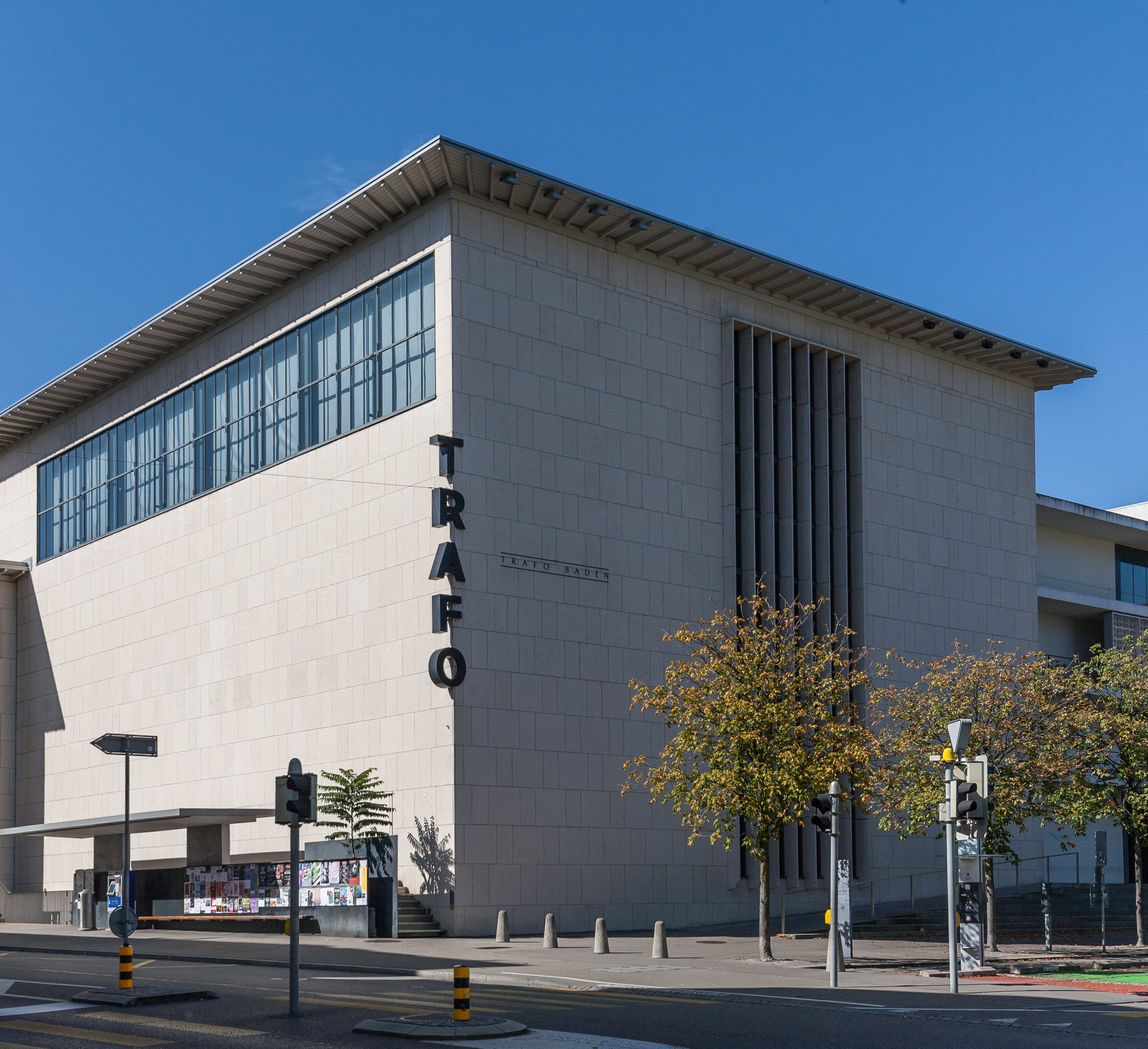
A mozi

- Museum Langmatt
- A Stein-erőd romjai
- A kastély
- A kastély a fahíddal
- A fahíddal
- A ferde híd
- A színház (Kurtheater)
- Kursaal
- Kursaal
- A mozi

## Lakosság

### Nyelvek
A lakosság 26,1%-a 2020-ban külföldi volt. 2000-ben 83,8% német, 3,3%-a olasz, 3,0% szerb-horvát, 1,4% spanyol, 1,5% angol, 1,4% francia, 1% albán, spanyol anyanyelvű.

### Vallások
2015-ben a város népességének 34,4%-a római katolikus, 20,6%-a református és egyéb 45%.

### Népesség
A település népességének változása:
| Lakosok száma | 3159 | 6489 | 10 624 | 12 127 | 14 553 | 16 270 | 18 522 | 19 122 | 19 175 | 19 340 |
|               | 1850 | 1900 | 1930   | 1950   | 1960   | 2000   | 2012   | 2016   | 2017   | 2018   |

## Testvértelepülések
- Segesvár (Románia): A közösmunka célja: középpontjában a hulladékkezelés és az ivóvízkezelés fejlesztése és bővítése áll, lehetővé téve a Badenben és környékén való képzést, a humanitárius támogatást, valamint az iskolák és a közigazgatás korszerűsítését.